# Las locuras de Don Quijote
Las locuras de Don Quijote es una película española dirigida por Rafael Alcázar.

## Argumento
Don Quijote y su fiel Sancho recorren las tierras de La Mancha en este largometraje, mezcla de ficción y documental, que busca analogías y diferencias entre la novela y la vida real de Miguel de Cervantes.

## Comentario
El cineasta toledano Rafael Alcázar (El laberinto griego) dirige esta cinta coproducida por la Junta de Comunidades de Castilla-La Mancha para conmemorar el IV Centenario de la publicación de la novela de Cervantes. Las principales localizaciones se rodaron en lugares emblemáticos del universo cervantino, como Argamasilla de Alba, Campo de Criptana, Consuegra o de Lagunas de Ruidera.